# Готфрід фон Гогенлое
Готфрід фон Гогенлое (нім. Gottfried von Hohenlohe) — 14-й великий магістр Тевтонського ордену з 1297 по 1303 рік.

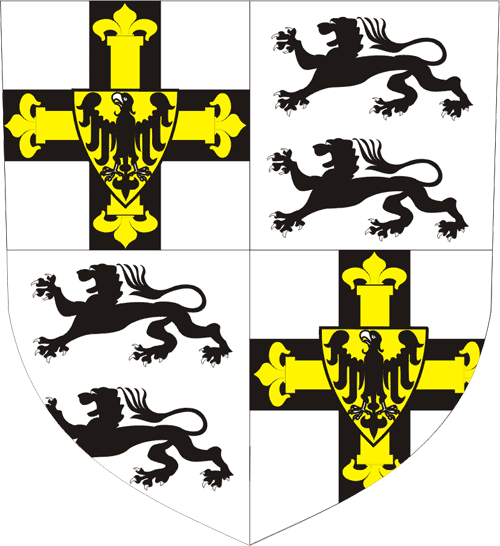
Герб великого магістра Готфріда фон Гогенлое

Походив з вюртемберзького лицарського роду. У 1279 році вступив до Тевтонського ордену, де швидко просувався по адміністративних сходах. З 1290 року — комтур Франконії, з 1294 — ландмейстер Тевтонського ордену в Німеччині.
У 1297 році на капітулі у Венеції обраний магістром Тевтонського ордену.
Керував орденом у час, коли треба було вибирати між війною за повернення володінь у Святій Землі (до чого закликав римський папа) та зміцненням позицій в Пруссії. У 1298 та 1302—1303 роках відвідав Пруссію та Лівонію. У Клайпеді зібрався капітул, на якому магістр Пруссії Конрад фон Сак звинуватив Готрфріда фон Гогенлое у занедбанні справи боротьби з язичниками в Балтії та вимагав від нього залишити посаду великого магістра. Готфрід фон Гогенлое був змушений погодитись з цією вимогою. На генеральному капітулі 1303 року відставка була підтверджена. Готфрід фон Гогенлое виїхав до Німеччини, де знову став комтуром Франконії, проте продовжував зватись великим магістром та гуртував своїх прихильників для відновлення влади в ордені, що, однак, йому не вдалось.
Помер 19 жовтня 1310 року в Бад-Мергентгаймі. Похований у Марбурзі.